# Schmeling (Adelsgeschlecht)

Wappen derer von Schmeling

Schmeling ist der Name eines alten pommerschen Adelsgeschlechts. Zweige der Familie bestehen bis heute.

## Geschichte
Das Geschlecht erscheint erstmals urkundlich am 30. November 1283 mit Smelingus miles, welcher bereits um 1250 von Herzog Barnim I. mit der Burg Gülzow belehnt wurde. Die Familie war über Jahrhunderte überwiegend in Pommern begütert. Stammgüter waren bspw. Rötzenhagen, Groß Möllen, Giesekow, Todenhagen, Streitz, sowie Güdenhagen.
Angehörige brachten es in der kaiserlich-königlichen, vor allem aber in der preußischen Armee zu ansehnlichen Rängen. Einzelne Glieder der Familie wurden in den Freiherrnstand erhoben. Die Blecken v. Schmeling entstanden durch Adoption mit königlich-preußischer Genehmigung unter Weiterführung des Schmelingschen Wappens, für die Geschwister Peter Friedrich, Gottlieb Wilhelm und Johanna Amilie. Dies waren die Kinder der Catharina Hedwig Hues, verwitwete Blecken († 1841) welche in zweiter Ehe mit Carl Ludwig Wilhelm von Schmeling († 1850) vermählt war. Die Familie war unter anderem zu Roggatz bei Stolp begütert und brachte mit Friedrich Peter (1796–1863), Karl Gustav (1832–1894), Hermann Friedrich Wilhelm (1838–1906) und Hans (1866–1950) vier preußische Generale hervor.
Den Kindern des Alexander Gabriel (1783–1852) wurde 1806 durch allerhöchste königlich preußische Kabinettsorder erlaubt, sich unter Namensvereinigung mit dem der von Diringshofen Schmeling von Diringshofen zu nennen, mit Führung eines entsprechenden Allianzwappens. Die bis heute blühenden Aszendenten nennen sich v. Schmeling-Diringshofen. Dieser Familienzweig hatte als Stammgut Niederlandin und Passow als Fideikommiss im Landkreis Uckermark inne.
Eine Familie Szmeling auch Schmoeling, Smelingk oder Schmeling, blühte vom 14. bis zum 18. Jahrhundert in Livland und Kurland und stand bis zu ihrem Erlöschen treu bei den Polen. Diese, aus der Grafschaft Mark mit Stammhaus Groß Mosthusen bei Unna herstammende Familie, ist den pommerschen lediglich namensgleich, es besteht weder Stamm- noch Wappenverwandtschaft.

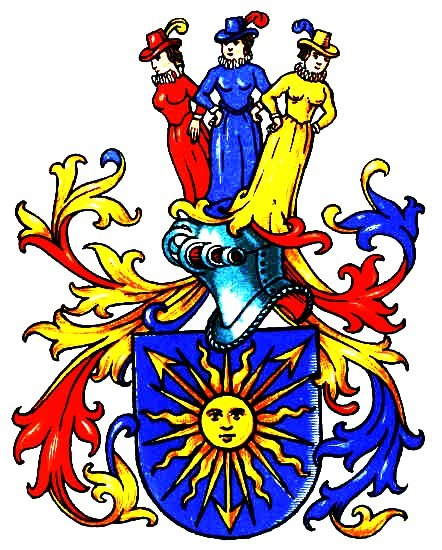
Jüngeres Wappen derer von Schmeling

## Wappen
- Das Stammwappen zeigt in Blau eine goldene Kugel, besteckt mit drei ins Schächerkreuz gestellten goldenen Pfeilen. Auf dem Helm mit blau-goldenen Decken eine goldene Halbkugel, aus der drei goldene Pfeileisen hervorgehen.

- Späteres Wappen: In Blau eine goldene Sonne mit achtzehn Strahlen, dazwischen 3 goldene Pfeile, zwei im Winkel nach oben, einer nach unten gerichtet. Auf dem Helm mit goldenen, blauen und roten Decken, drei wachsende Jungfrauen. Das Schildbild ist ähnlich dem der vorpommerschen von Blixen.

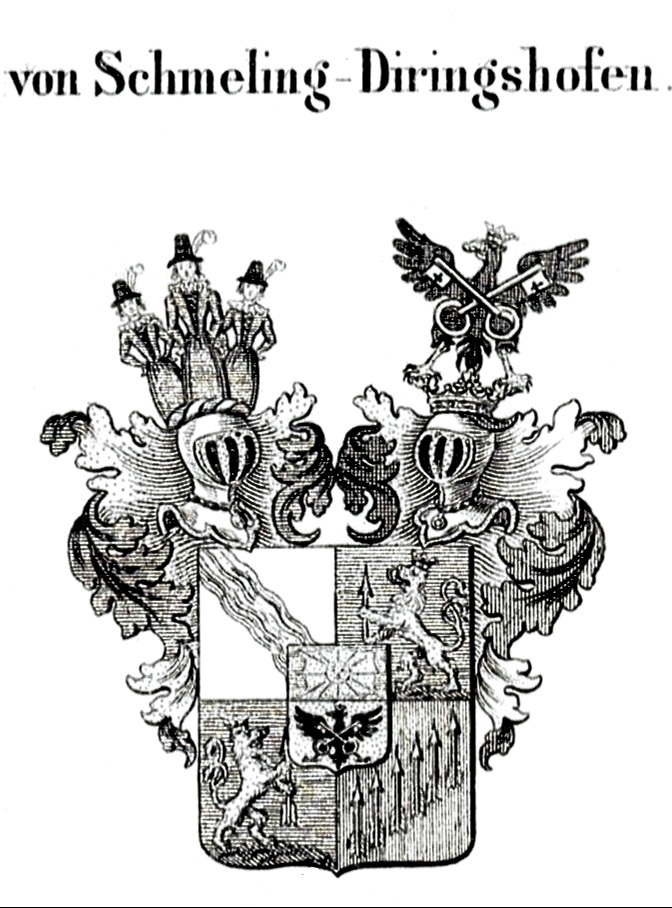
Wappen von Schmeling-Diringshofen

- Das Allianzwappen der von Schmeling-Diringshofen ist geviert mit Herzschild: 1 und 4 in Silber ein schrägrechter, grüner Strom; 2 und 3 in Blau auf grünem Boden ein gekrönter, goldener Löwe, welcher einen Pfeil hält, und 4 sechs nebeneinandergestellte Pfeile. Herzschild quergeteilt: oben in Blau die Sonne der von Schmeling und unten (Diringshofen) in Gold ein schwarzer Adler mit über Kreuz gelegten silbernen Schlüsseln.

## Bekannte Familienmitglieder
- Gabriel Otto von Schmeling (1747–1826), preußischer Landrat
- Bogislav Carl von Schmeling (1756–1831), preußischer Landrat
- Adolf von Schmeling (1807–1886), preußischer Regierungspräsident
- Wilhelm von Schmeling (1811–1879), preußischer Generalleutnant
- Cyrus von Schmeling (1819–1902), preußischer Generalmajor
- Hermann von Schmeling (1822–1896), preußischer Generalleutnant
- Burkhard von Schmeling (1823–1902), preußischer Generalleutnant
- August von Schmeling (1843–1910), preußischer Generalmajor
- Kurt von Schmeling (1860–1930), preußischer Landrat und Regierungspräsident